# منتخب ألمانيا الشرقية تحت 21 سنة لكرة القدم
منتخب ألمانيا الشرقية تحت 21 سنة لكرة القدم هو الممثل الرسمي سابقا لألمانيا الشرقية في بطولات كرة القدم تحت 21 سنة. وكان يشارك الفريق في بطولة أوروبا تحت 21 لكرة القدم التي تقام كل عامين سابقا.